# Каирбеков, Жаксынтай Каирбекович
Жаксынтай Каирбекович Каирбеков (16.03.1944) — советский и казахстанский специалист в области органической химии, тонкого органического синтеза и катализа, учёный, педагог, Доктор химических наук, профессор, общественный деятель, Академик международной академии творчество.

## Биография
Родился 16 марта 1944 года в поселке Тургай Джангильдинского района Кустанайской области.
В 1964 году окончил с золотой медалью среднюю школу имени И. Алтынсарина.
В 1964—1969 гг. учился на химическом факультете Казахского государственного университета.
В 1971 году поступил в аспирантуру Института органического катализа и электрохимии им. Д. В. Сокольского. С 1973 года работал на кафедре коллоидной химии, катализа и нефтехимии КазНУ им. Аль-Фараби, ранее кафедра катализа и технической химии, на должностях младшего, старшего и затем ведущего научного сотрудника. В 1977 году защитил кандидатскую диссертацию на тему «Исследование структуры и физико-химических свойств скелетных рутениевых и осмиевых катализаторов» под руководством академика Д. В. Сокольского.
В мае 1996 года защитил докторскую диссертацию на тему «Каталический синтез гетероциклических и ароматических аминов и их практическое использование» по специальности 02.00.03 — органическая химия. В настоящее время является профессором кафедры физической химии, катализа и нефтехимии КазНУ им. Аль-Фараби.

## Научная деятельность
Автор 10 монографии, более 800 научных статей и тезисов, получено 7 актов внедрения в учебный процесс, изданы 2 учебника и 10 учебных пособий (в том числе методические указания для лабораторного практикума, внедрена в учебный процесс установка высокого давления для процесса каталитической гидрогенизации бурых углей). Получено более 20 авторских свидетельств и патентов РК. Под его руководством защищено 2 докторских, 20 кандидатских диссертаций и 5 PhD докторов.

### Патенты
- Катализатор для гидрирования непредельных органических соединений : а. с. 476778 СССР / Ж. К. Каирбеков, Д. В. Сокольский, Т. К. Кабиев, Т. М. Сапаров; заявл. 22.03.1974.
- Способ получения бутиловых спиртов : а. с. 1087510 СССР : МПК С 07 С 31/12, С 07 С 29/14 / Ж. К. Каирбеков, Т. К. Кабиев, А. Г. Свинухов, В. В. Кафаров, Д. В. Сокольский, И. К. Аникеев, Ф. Х. Ибрагимов, В. Н. Писаренко, А. Хасенов, Б. П. Барановский, В. И. Романов, Б. Туктин, В. Т. Сафаров, Т. Б. Жукова, В. М. Кундеренко; заявитель КазГУ им. С. М. Кирова Химико-технологический ин-т им. Д. И. Менделеева. — № 3256296 ; заявл. 11.03.1981; опубл. 1984, Бюл. № 15.
- Способ получения водного раствора п-аминодиэтил-анилинсульфата-цветного проявляющего вещества (ЦПВ-1) : предпат. 4242 РК : МПК 6 С 07 С 101/66 /Ж. К. Каирбеков, К. А. Жубанов, Е. А. Аубакиров, Г. Г. Кутюков; патентообладатель Науч.-исслед. ин-т новых хим. технологий и материалов при КазГНУ им. аль-Фараби.- № 950956.1;заявл.21.12.1995;опубл. 14.03.1997, Бюл.№ 1.
- Способ получения жидких продуктов из угля : предпат. 5293 РК : МПК 6 С 10 G 1/06 / Ж. К. Каирбеков, З. М. Молдахметов, К. А. Жубанов, Ю. П. Сахно, В. А. Заворин, Г. Г. Кутюков, М. И. Байкенов, В. А. Хрупов, М. Г. Мейрамов, К. М. Мамраева, Р. К. Бакирова, Р. Г. Шин, А. Т. Ордабаева, А. Я. Чен, Х. Н. Букетова, Г. В. Малютин, М. Ш. Шалабаев ;заявитель и патентообладатель Ин-т органического синтеза и углехимии М-во науки АН РК, Науч.-исслед. ин-т новых хим. технологий и материалов при КазГНУ им. аль-Фараби, АО «Кварц». — № 950969.1 ; заявл. 27.12.1995 ; опубл. 15.10.1997, Бюл. № 4.
- Способ получения 1- (2',4',6'-трихлорфенил)-3-(2'-хлор-5'-аминофенил)-аминопиразолона-5: предпат. 5269 РК : МПК 6 С 07 С 101/66, B 01 J 23/44, B 01 J 21/18 / Ж. К. Каирбеков, К. А. Жубанов, Г. Г. Кутюков, К. Б. Калиева; патентообладатель Науч.-исслед. ин-т новых хим. технологий и материалов при КазГНУ им. аль-Фараби. — № 950954/1 ; заявл. 21.12.1995 ; опубл. 15.10.1997, Бюл. № 4.
- Способ получения п-аминодиэтиланилина : предпат. 5006 РК : МПК 6 С 07 С 209/00 /Ж. К. Каирбеков, К. А. Жубанов, Г. Г. Кутюков, Е. А. Аубакиров; патентообладатель Науч.-исслед. ин-т новых хим. технологий и материалов при КазГНУ им. аль-Фараби. — № 950958.1; заявл. 21.12.1995 ; опубл. 15.08.1997, Бюл. № 3.
- Способ получения этилового эфира β-аминомасляной кислоты : предпат. 5272 РК : МПК 6 С 07 D211/74,B 01 J25/00 /Ж. К. Каирбеков, К. А. Жубанов, Е. А. Аубакиров, Г. Г. Кутюков, Ш. С. Ахмадова, Г. С. Литвиненко / патентообладатель Науч.-исслед. ин-т новых хим. технологий и материалов при КазГНУ им. аль-Фараби.-№ 950957/1;заявл.21.12.1995;опубл.15.10.1997, Бюл.№ 4.
- Способ получения 3-амино-5-метилмеркапто-1,2,4- триазола : предпат. 5275 РК: МПК 6 С 07 D 249/08, B 01 J 23/44, B 01 J21/18 /Ж. К. Каирбеков, К. А. Жубанов, Т. Б. Бостанов, Г. Г. Кутюков; патентообладатель Науч.-исслед. ин-т новых хим. технологий и материалов при КазГНУ им.аль-Фараби. — № 950955.1 ; заявл. 21.12.1995 ; опубл. 15.10.1997,Бюл.№ 4.
- Способ получения жидких продуктов : предпат. 7991 РК : МПК 6 С 10 G 1/06 / Ж. К. Каирбеков, Г. Г. Кутюков, М. У. Исмагулова, К. А. Жубанов, А. Ж. Каирбеков, Э. Н. Якупова, Г. В. Федоров, Ж. Т. Ешова; патентообладатель КазНУ им. аль-Фараби. — № 980941.1; заявл. 09.10.1998; опубл. 15.09.1999, Бюл. № 9.
- Способ получения п-аминодиэтиланилина : предпат. 10542 РК : МПК 7 С 07 С 209/36/ Ж. К. Каирбеков, К. А. Жубанов, А. Е. Сагимбаева, Р. Г. Баишева; патентообладатель КазНУ им. аль-Фараби. — № 2000/0087.1; заявл. 27.01.2000 ; опубл. 15.08.2001, Бюл. № 8.
- Способ получения жидких продуктов : пат. 13151 РК : МПК 7 С 10 G1/06 / Ж. К. Каирбеков, К. А. Жубанов, Э. Н. Якупова, Е. А. Аубакиров, А. К. Каирбеков, Г. Г. Кутюков, Ж. Т. Ешова, А.Абылахан, К. Д. Ахметтаев; патентообладатель Науч.-исслед. ин-т новых хим. технологий и материалов при КазГНУ им. аль-Фараби. — № 2001/1609.1; заявл. 06.12.2001 ; опубл. 16.06.2003, Бюл. № 6.
- Способ получения жидких продуктов : предпат. 13152 РК : МПК 7 С 10 G1/06/ Ж. К. Каирбеков, К. А. Жубанов, А. К. Каирбеков, Э. Н. Якупова, Е. А. Аубакиров, Г. Г. Кутюков, Ж. Т. Ешова, А.Абылайхан, М. И. Байкенов; патентообладатель Науч.-исслед. ин-т новых хим. технологий и материалов при КазГНУ им.аль-Фараби.-№ 2001/1610.1;заявл.06.12.2001;опубл. 16.06.2003, Бюл. № 6.

## Семья
Жена — Есеналиева Маншук Зейнуллаевна, Дети- Алтай, Акмарал, Внуки — Алижан, Амина, Жасмин, Арсен.

## Награды и звания
1. Доктор химических наук (1996)
2. Профессор (1998)
3. Академик международной академии творчество (2014)
4. «Лучший преподаватель вуза РК» (2008,2013)
5. Серебряный медаль им. «Аль-Фараби» (2019)
6. Медаль «За заслугу и достижения» (2014)
7. Орден «Звезда славы — Экономика Казахстана» (2014)
8. Почетный профессор Илийского Педагогического университета, 2015 год
9. Лауреат международной премии Top Springer Auth 2016 и 2017 гг. Награждён независимой наградой (медалью) в области науки и техники Top Springer Author, учрежденной крупнейшим международным издательством Springer Nature совместно с АО "Национальный центр научно-технической информации.
10. Лауреат государственной научной стипендии «Выдающегося ученого» МОН РК (2016)
11. Медаль КН МНВО «Ғылымды дамытуға сіңірген еңбегі үшін төсбелгісі» (2024)